# Ràdio València
Ràdio València és una emissora de ràdio de la ciutat de València fundada l'any 1931, sent així l'emissora de ràdio més antiga del País Valencià. Actualment es troba integrada en la xarxa d'emissores de cadena SER.

## Història

### Creació
Ràdio València és l'emissora de ràdio decana al País Valencià. El seu fundador fou Enrique Valor Benavente, que ja a principis de la dècada de 1920 demanà una primera llicència (EAR 93), que instala a l'Ateneu Mercantil de València amb un grup de col·laboradors. L'any 1924 fundà un ràdio-club, que no tingué èxit, i tot seguit funda la Penya Ràdio València amb l'objectiu d'obtenir llicència per inaugurar una emissora professional com les de Barcelona, Madrid o Sevilla.

### Finals de segle XX
L'esport va tenir el seu moment de màxima audiència amb la retransmissió del Mundial 82. A més, a la ciutat es van jugar 3 partits de classificació, dels que Ràdio València va informar de manera especial gràcies a l'esforç de la redacció d'esports de l'emissora. Al juny de 1983 es va retransmetre en directe des del Palau de la Generalitat l'acte constitutiu del primer parlament autònom valencià elegit directament pels habitants de les tres províncies: Alacant, Castelló i València.
El gener de 1993 es posa en funcionament la segona freqüència de l'emissora degana: Ràdio València FM a través del 100.4 de la freqüència modulada. A mitjans dels noranta, la Cadena SER aposta per un contingut més informatiu. Bernardo Guzmán és nomenat Cap d'Informatius i lidera un equip de periodistes compost per joves professionals que converteixen l'emissora líder dels serveis informatius del País Valencià.
Els programes esportius adquireixen una gran importància a causa dels èxits del València CF al canvi de segle i de la participació en competicions europees. Pere Morata dirigeix a l'equip de la redacció esports portant a l'emissora degana a les més altes cotes d'audiència en les retransmissions i esdeveniments futbolístics.
Fregant el nou mil·lenni, Fernando Orgambides es fa càrrec de la direcció de Ràdio València i de totes les emissores del grup SER del País Valencià. Rejoveneix el seu equip directiu, nomenant a professionals que han desenvolupat la seva carrera radiofònica en aquesta seu com Tony García, Cap d'Esdeveniments i Ràdio-fórmules musicals i Eva Marquès actual Cap de Programes.

### Canvi de segle
El març de 2001 és nomenat nou director de la Cadena SER Comunitat Valenciana Àngel Tamayo. El recent nomenat director té com a primer objectiu executar les obres per modernitzar la seu. L'emissora es trasllada a una seu provisional i després d'any i mig d'obres, torna al seu domicili habitual al centre de la capital del Túria: al carrer Joan d'Àustria.
Els equips esportius valencians han tingut un protagonisme destacat en la programació d'esports. A més de les retransmissions en directe del València CF i el Llevant UE, han ocupat un lloc destacat ocupen també el Basket València, Ros Casares o València Terra i Mar, entre d'altres, a més de l'activitat del Circuit Ricardo Tormo de Xest.
El 2010 va ser líder d'audiència a través de totes les seves programacions: Ràdio València OM i Ràdio València FM; Els 40 Principals Mediterrani, Cadena Dial València, M-80 València i Màxima FM. És al seu torn la capçalera regional de 41 freqüències de ràdio que difonen a través de tot el País Valencià les diferents programacions del grup Unión Radio.